# Roberto Cavanagh
Roberto Cavanagh   (Buenos Aires, 12 de novembre de 1914 - Venado Tuerto, 14 de setembre de 2002) va ser un jugador de polo argentí que va prendre part en els Jocs Olímpics de Berlín, on guanyà la medalla d'or en la competició de polo. Compartí equip amb Manuel Andrada, Luis Duggan i Andrés Gazzotti.